# Galina Visjnevskaja
För skidskytten Galina Visjnevskaja, se Galina Visjnevskaja (skidskytt).
Galina Pavlovna Visjnevskaja (ryska: Гали́на Па́вловна Вишне́вская), född 25 oktober 1926 i Leningrad  (nuv. Sankt Petersburg), död 11 december 2012 i Moskva, var en rysk operasångerska (sopran). 
Tillsammans med sin man, cellisten Mstislav Rostropovitj, lämnade hon Sovjetunionen 1974 av politiska skäl och bosatte sig i USA. Hon var gift med Rostropovitj från 1955 fram till hans död 2007.
Visjnevskaja specialiserade sig på rysk musik och framträdde ofta ackompanjerad av sin make. 

## Utmärkelser
Asteroiden 4919 Vishnevskaya är uppkallad efter henne.